# Sozialplanung
Sozialplanung bewegt sich im Spannungsfeld Politik, Wissenschaft und Praxis, sie ist Sozialforschungs-, Planungs- und Koordinationstätigkeit zugleich. Sie versteht sich als ein wichtiger Teilbereich kommunaler Sozialpolitik. Sie bietet die Möglichkeit, sozialpolitische Prozesse oder Entscheidungen auf der kommunalen Ebene zu beeinflussen bzw. mitzugestalten. Während der Charakter der Sozialpolitik historisch bedingt eher nachsorgend und reaktiv ist, verfolgt die Sozialplanung einen proaktiven Ansatz. Sie entwickelt vorausschauend soziale Unterstützungssysteme und überprüft diese auf ihre Wirkungen.

## Aufgaben und Ziele der Sozialplanung
Sozialplanung hat das Ziel, die Lebensverhältnisse vor Ort zu verbessern und die Chancengerechtigkeit zu erhöhen. Sie zielt in ihrer gesellschaftlichen Funktion auf soziale Gerechtigkeit und den Abbau regionaler Ungleichheit. In dieser Form vertritt Sozialplanung die Sicht von unten und operiert bewusst parteiisch. Sie zielt auf Strukturen, in denen sich Betroffene selbst äußern und ihr Schicksal in die eigene Hand nehmen können. Sie ist Steuerungsunterstützung für Politik und Verwaltung bei der bedarfsgerechten, sozialräumlichen Weiterentwicklung der sozialen Infrastruktur. Sozialplanung unterstützt das Management im Sozialbereich durch die Entwicklung datengestützter Zielvorstellungen, durch valide Bedarfsuntersuchungen und die laufende Evaluation bestehender Leistungsangebote. Sie leistet damit einen Beitrag zu einem bedarfsgerechten, leistungsfähigen und wirtschaftlichen Angebot sozialer Dienstleistungen und Einrichtungen. Ihr Kernelement ist eine kleinräumige Sozialberichterstattung. Eine strategische Sozialplanung erfordert eine fachbereichs- und institutionsübergreifende, beteiligungsorientierte, transparente und kommunikative Vorgehensweise. Sie ist nicht die Summe der Fachplanungen, sondern eine eigene Planungseinheit. Dabei geht es um den Austausch innerhalb der Kommunalverwaltung sowie außerhalb der Verwaltung mit freien und privaten Trägern sozialer Angebote und mit Menschen im Quartier. Die Beteiligung politischer Gremien und die Vorbereitung von Beschlüssen sind ebenfalls wichtige Aufgaben.
Sozialplanung versteht sich als integrierter Planungsansatz und sollte Zusammenhänge und Wechselwirkungen zu wichtigen politischen Handlungsfeldern berücksichtigen. Dadurch ist Sozialplanung auch in der Lage, Prozesse der Organisationsentwicklung und des Qualitätsmanagements fachlich zu initiieren und zu begleiten. Zentrale Kooperationspartner innerhalb der Verwaltung sind unter anderem das Jugendamt, das Sozialamt, das Schulamt, das Gesundheitsamt, das Kommunale Integrationszentrum, das Einwohnermeldeamt und das Jobcenter. Eine Verbindung zu den Bereichen Stadtplanung und Umwelt wird perspektivisch zunehmend an Bedeutung gewinnen, da immer mehr Schnittstellen bei einer gemeinsamen kleinräumigen Betrachtung festgestellt werden.

## Entwicklung in Deutschland
Sozialplanung war und ist stets Ausdruck der zeitgenössischen Thematisierungen und Gestaltungen sozialer Verhältnisse sowie des Verständnisses von Sozialpolitik. Dies äußert sich in verschiedenen Entwicklungsphasen mit jeweils unterschiedlichen Planungsverständnissen und Planungspraktiken.
Soziale Planung wurde bereits als eine Grundlage rationaler und systematischer Eingriffe in das Soziale im Rahmen der Armenfürsorge in der Mitte des 19. Jh. angewendet. Nach dem Vorbild des Elberfelder Systems (1853) reagierten Städte auf die „Soziale Frage“, die sich vor dem Hintergrund von Industrialisierung und Urbanisierung, mit der Verelendung eines wachsenden Bevölkerungsteils stellte. Ferner ergab sich ein erhöhter Bedarf an Sozialplanung mit der Einführung der Sozialgesetzgebung (1883ff.) und sich hieraus ergebenden Rechtsansprüchen.
Unmittelbar nach dem Ende des Zweiten Weltkriegs herrschte in den Westsektoren eine gewisse, politisch-ideologisch motivierte Planungsphobie vor. Planung wurde mit Planwirtschaft und „Dirigismus“ assoziiert. Aber bereits kurz nach Gründung der BRD mündeten Diskussionen zu einer grundlegenden Sozialreform und der Notwendigkeit einer Koordination von Sozialpolitik und Wirtschaftspolitik in Forderungen nach einem „Deutschen Sozialplan“ (1952). Dieser sollte die Sozialausgaben stärker im Zusammenhang mit der Volkswirtschaft betrachten (Mackenroth-Theorem). Diese Phase der Planungseuphorie erreichte mit der Forderung des Deutschen Vereins für öffentliche und private Fürsorge e. V. nach dem Aufbau und Ausbau kommunaler Sozialplanung auf dem 66. Fürsorgetag (1969) ihren vorläufigen Höhepunkt.
In der DDR wurde Sozialplanung als ein relativ getrennter Planungsbereich im Rahmen von ökonomischer Planung etabliert. Ihr Ziel lag in der Veränderung einer gegebenen Sozialstruktur.
Vor dem Hintergrund verlangsamten Wirtschaftswachstums und erster Krisenerscheinungen kam es in der BRD in den 1970er Jahren zu einer Planungsresignation im Hinblick auf den Anspruch einer übergreifenden auf die Gesellschaft gerichteten Sozialplanung. Mit der Kommunalisierung der Sozialplanung ging eine Aufteilung nach bestimmten Verwaltungsbereichen und Zielgruppen einher. Im Dritten Kinder- und Jugendbericht (1972) wurde Planung im Jugendhilfebereich gefordert und das Städtebauförderungsgesetz (1971) sah die Erstellung eines Sozialplanes bei Sanierungs- und Entwicklungsmaßnahmen vor.
Mit der Veränderung des innenpolitischen Klimas im Gefolge der damaligen Rezession kam es Mitte der 1970er Jahre nicht nur zum Rückzug sozialpolitischer Reformbewegungen, sondern zur Planungsregression bis hin zur Planungstagnation. In den Fachverwaltungen wurden die Planungsstäbe verkleinert oder gänzlich aufgelöst. Unter diesen Voraussetzungen konzentrierte sich die sozialplanerische Fachdiskussion in den 1980er Jahren auf die Aufarbeitung bzw. Sicherstellung des methodisch-theoretischen Bestandes und die Reflexion der bisherigen Planungspraxis. Die Entstehung des umfangreichen Handbuchs der örtlichen Sozialplanung (1986) stellt sich in diesen Zusammenhang.
Vor dem Hintergrund der Durchsetzung wettbewerbs- bzw. marktorientierter Steuerungsformen in der öffentlichen Verwaltung, der Neuordnung der sozialen Dienste und der aufkommenden Sozialen Stadtpolitik, erfuhr die Sozialplanung seit den 1990er Jahren einen gewissen Aufschwung. Dieser zeigt sich unter anderem in der 1991 erfolgten Gründung des Vereins für Sozialplanung e. V. als bundesweites und mittlerweile auch internationales Netzwerk für Sozialplaner. Der Bedeutungszuwachs ergab sich aus dem gesteigerten Bedarf von Berichts- und Planungsaktivitäten im Rahmen der Einführung unternehmensähnlicher und managementförmiger Steuerungs- und Organisationsmuster in der öffentlichen Verwaltung nach dem Leitbild des „Neuen Steuerungsmodells“. Diese Phase der Planungstransformation brachte bis heute wirksame Veränderungen für das Selbstverständnis, die Aufgaben und Arbeitsweisen und die Organisationsformen von Sozialplanung hervor. So wurde Sozialplanung auch als Unterstützung des „kommunalen Managements“ konzipiert. Mit der Ausrichtung der öffentlichen Verwaltung auf Steuerungsprozesse in den sozialen Bereichen gewann die Einbeziehung zivilgesellschaftlicher Ressourcen und die Handlungskoordination nach dem Prinzip der Governance an Bedeutung. Bei dieser Form der Steuerung sollen die unterschiedlichen gesellschaftlichen Bereiche Staat, Markt, Zivilgesellschaft sowie institutionelle und informelle Netzwerke gemeinsam an der Bewältigung öffentlicher Aufgaben arbeiten. Hierbei kommt Sozialplanung verstärkt die Aufgabe zu, mit unterschiedlichen Formaten der Beteiligung und des Dialoges, Aushandlungsprozesse zwischen den beteiligten Akteuren und ihren Interessen zu begleiten. Aufgrund der verdeckten, aber dennoch vorhandenen Hierarchien und Machtstrukturen lassen sich Governance-Settings jedoch auch für die Verlagerung von Verantwortung für öffentliche Aufgaben in den privaten Sektor oder für die Legitimation politisches Handeln durch Beteiligungsprozesse instrumentalisieren. Zudem werden Aufgaben der Sozialplanung nicht mehr ausschließlich von kommunalen Akteuren, sondern zunehmend auch von externen Anbietern unter marktwirtschaftlichen Bedingungen und im Wettbewerb um Konzepte realisiert. Diese Tendenz zur Sozialplanung als Dienstleistung steht daher im Spannungsverhältnis zu einer bedarfsbezogenen Gestaltung des Sozialen in den Kommunen sowie zur örtlichen Wissensproduktion, zur Kontinuität und zum Partizipationsauftrag der öffentlichen Sozialplanung selbst.

## Berufsbild des Sozialplaners
Sozialplaner sind überall dort tätig, wo soziale Probleme bearbeitet werden müssen: Bei Regierungen, bei den Verbänden der Freien Wohlfahrtspflege, in freien Instituten oder auch einzeln, freiberuflich im Auftrag arbeitend. In erster Linie aber findet Sozialplanung auf kommunaler Ebene statt: In Städten, Gemeinden und Landkreisen. Häufig verfügen Sozialplaner über ein Studium aus dem Bereich der Sozialwissenschaften, teilweise auch der Humangeografie oder Raumplanung. Aufgrund des breiten Aufgabenspektrums werden von Sozialplanern neben Methoden- und Statistikkenntnissen auch hohe kommunikative Fähigkeiten, ein Verständnis für kommunale Gesamtzusammenhänge und ein Grundverständnis für die Arbeit aller Ressorts in der Kommune sowie ein Verständnis für die unterschiedliche Trägerschaft bei der Erbringung kommunaler Leistungen erwartet.
Einen geregelten Ausbildungsweg für den Beruf als Sozialplaner gibt es nicht. Ergänzend zu den im Studium erworbenen Fachkenntnissen sind daher ggf. Weiterbildungen sinnvoll. Eine umfassende Weiterbildungsmöglichkeit zum Sozialplaner bietet zum Beispiel der Verein für Sozialplanung e. V. an.

## Gesetzliche Grundlagen der Sozialplanung in Deutschland
Die gesetzlichen Grundlagen für kommunale Planungsaufgaben sind unterschiedlich. Während die Jugendhilfeplanung bereits eine langjährige Tradition hat, ist die Pflegebedarfsplanung als verpflichtende Aufgaben für Kommunen recht neu. Dahingegen gibt es für die Sozialplanung keine unmittelbare gesetzliche Verpflichtung. Sie zählt damit zu den freiwilligen Selbstverwaltungsaufgaben in der kommunalen Sozialpolitik. Grundsätzlich lässt sich jedoch ein Planungsauftrag oder zumindest die Notwendigkeit zur Sozialplanung aus dem in § 1 des Ersten Buches Sozialgesetzbuch ableiten. Hier heißt es, dass das Sozialgesetzbuch Sozialleistungen gestalten soll, die zur Verwirklichung von sozialer Gerechtigkeit und Sicherheit beitragen. Des Weiteren sollen unter anderem Voraussetzungen zur freien Entfaltung der Persönlichkeit wie auch der Erwerb des Lebensunterhaltes durch eine frei gewählte Tätigkeit geschaffen werden. In Paragraph 17 wird die Ausführung der Sozialleistungen beschrieben. Soziale Dienste und Einrichtungen müssen zur Erfüllung ihrer Aufgaben rechtzeitig und ausreichend zur Verfügung stehen und die Leistungsträger sind verpflichtet, hierauf hinzuwirken.